# New York Giants
New York Giants är ett professionellt amerikansk fotbollslag från New Yorks storstadsregion i USA. Giants spelar i National Football League (NFL) som medlemmar i National Football Conference (NFC) East Division. Laget spelar sina hemmamatcher på Metlife Stadium i New Jersey, som har en kapacitet på 82 500 åskådare.
Giants har blivit Super Bowl-mästare vid fyra tillfällen, 1986 (XXI), 1990 (XXV), 2007 (XLII) och 2011 (XLVI).

## Grundat
1925

## Tidigare namn
Laget hette ursprungligen "New York Football Giants", vilket fortfarande är namnet på ägarföretaget. Ordet "Football" fanns med för att det redan fanns ett basebollag med namnet New York Giants. När det laget flyttade till San Francisco 1958 ströks ordet "Football".

## Hemmaarena
- Polo Grounds (1925–1955)
- Yankee Stadium (1956–1973)
- Yale Bowl (1973–1974)
- Shea Stadium (1975)
- Giants Stadium (1976–2009)
- Metlife Stadium (2010-)

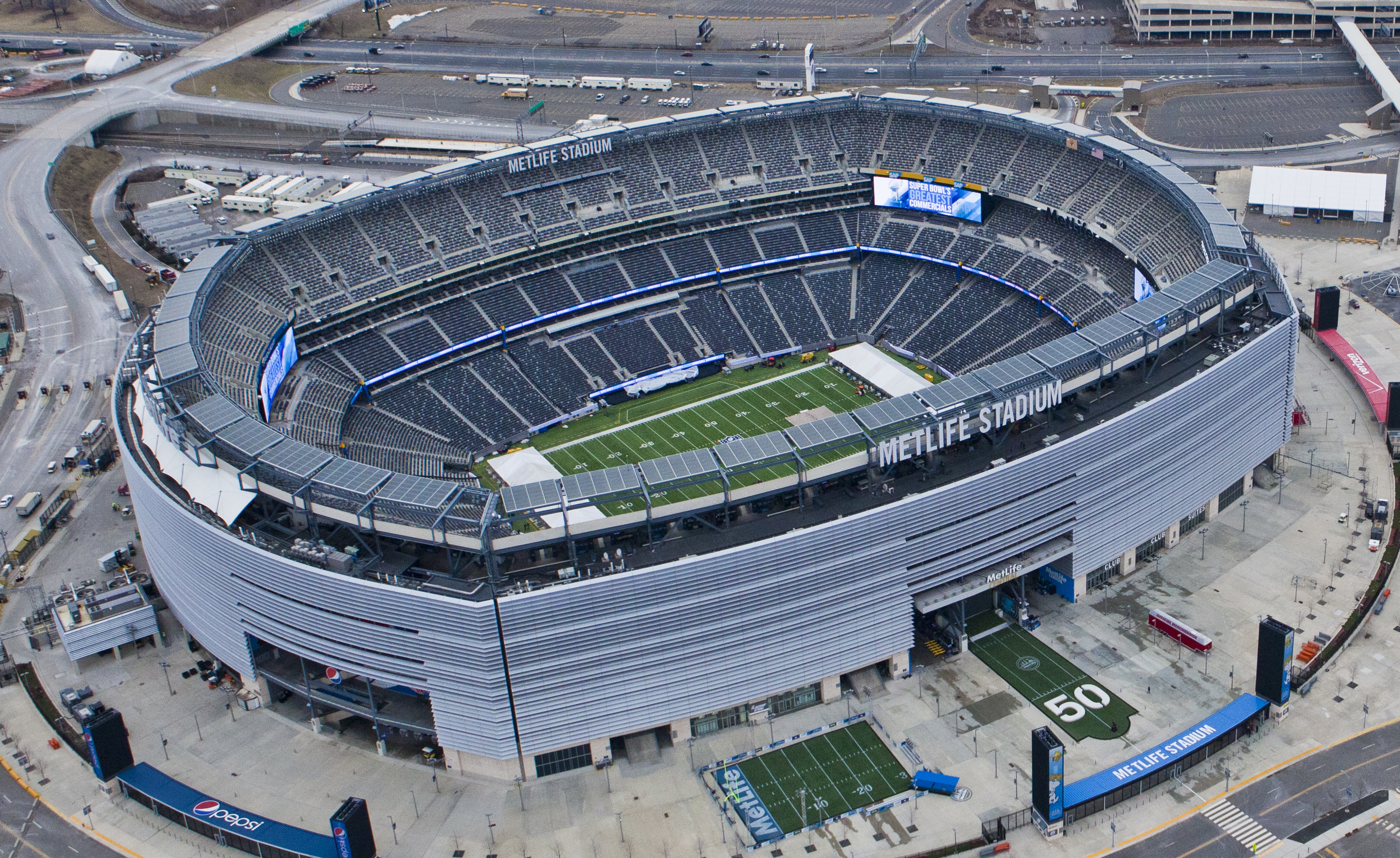
Metlife Stadium – New York Giants hemmaarena sedan 2010.

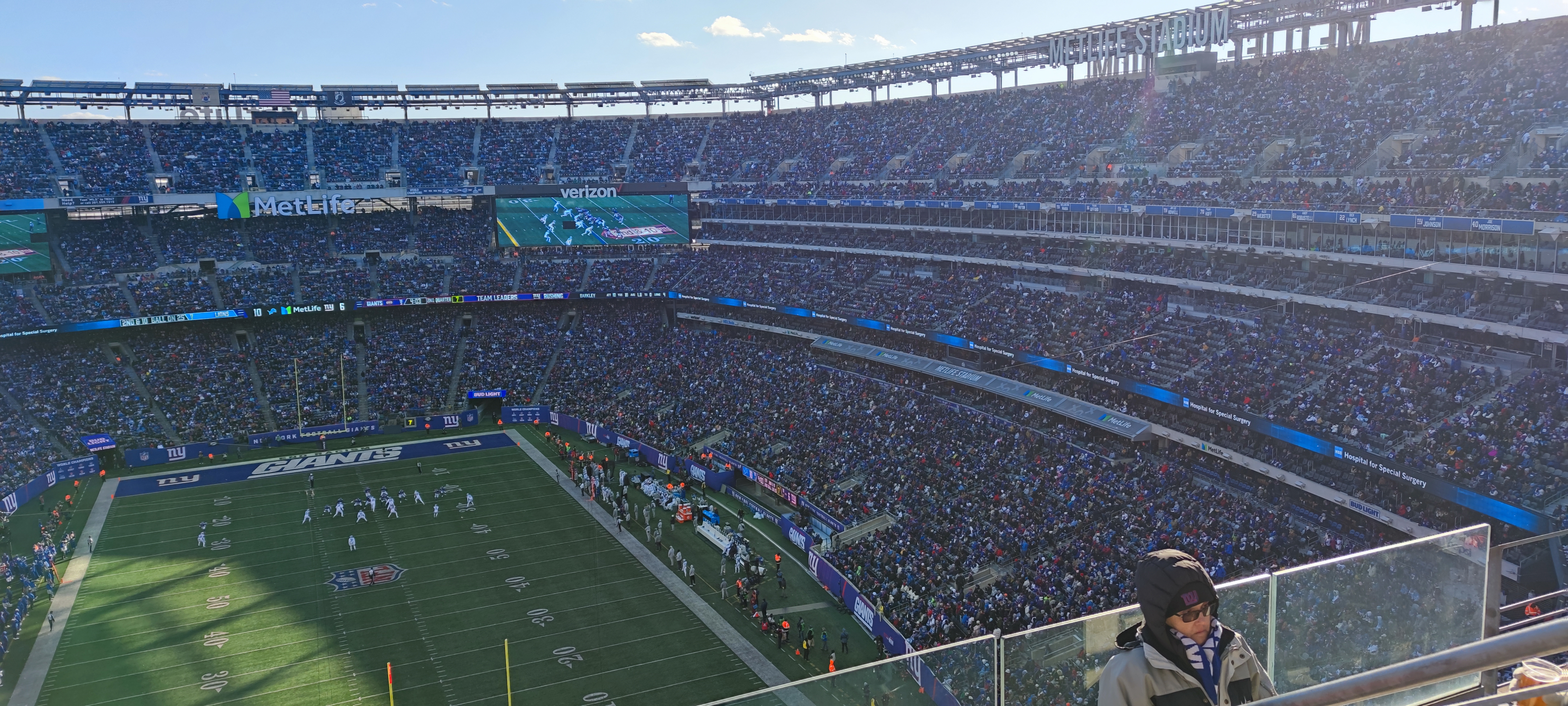
New York Giants mot Detroit Lions den 20 november 2022.

New York Giants spelar sedan 2010 sina hemmamatcher på Metlife Stadium som är belägen inom Meadowlands Sports Complex i East Rutherford i New Jersey. Publikkapaciteten ligger på 82 500 åskådare vilket gör den till den största arenan i NFL. Giants delar arenan med stadsrivalen New York Jets, vilket man även gjorde innan arenan byggdes då båda lagen spelade på Giants Stadium.
Den första hemmaarenan för laget var Polo Grounds på Manhattan.

## Tävlingsdräkt
- Hemma: Blå tröja med vit text, ljusgrå byxor med blå/röda revärer
- Borta: Vit tröja med röd text, ljusgrå byxor med blå/röda revärer
- Tredje alternativ: Röd tröja med vit text, ljusgrå byxor med blå/röda revärer
- Hjälm: Mörkblå med bokstäverna ”ny” i vitt på sidorna

## Mästerskapsvinster
- Ligamästare (8)

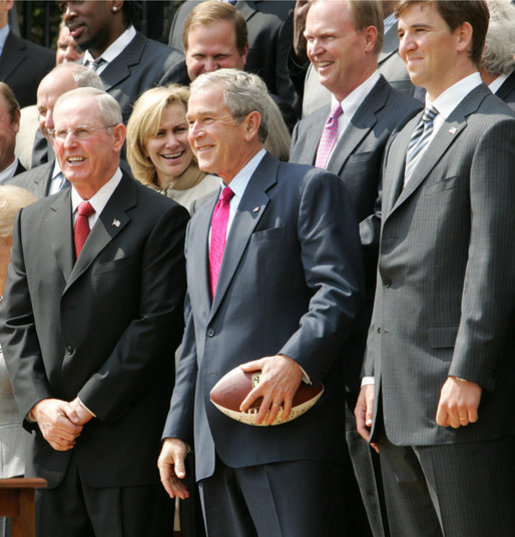
Tom Coughlin, George W. Bush och Eli Manning i Vita huset efter det att New York Giants vann Super Bowl XLII.

  - NFL-vinster (4) – 1927, 1934, 1938, 1956
  - Super Bowl-vinster (4) – 1986 (XXI), 1990 (XXV), 2007 (XLII), 2011 (XLVI)

- Konferens-mästare (11)
  - NFL Eastern: 1956, 1958, 1959, 1961, 1962, 1963
  - NFC: 1986, 1990, 2000, 2007, 2011

- Division-mästare (16)
  - NFL Eastern: 1933, 1934, 1935, 1938, 1939, 1941, 1944, 1946
  - NFC East: 1986, 1989, 1990, 1997, 2000, 2005, 2008, 2011

- Gått till slutspel (33)
  - NFL: 1933, 1934, 1935, 1938, 1939, 1941, 1943, 1944, 1946, 1950, 1956, 1958, 1959, 1961, 1962, 1963, 1981, 1984, 1985, 1986, 1989, 1990, 1993, 1997, 2000, 2002, 2005, 2006, 2007, 2008, 2011, 2016, 2022

### Super Bowl
- Nummer XI 1986 med vinst mot Denver Broncos
- Nummer XXV 1990 med vinst mot Buffalo Bills
- Nummer XXXV 2000 med förlust mot Baltimore Ravens
- Nummer XLII 2007 med vinst mot New England Patriots
- Nummer XLVI 2011 med vinst mot New England Patriots

## Rivaler

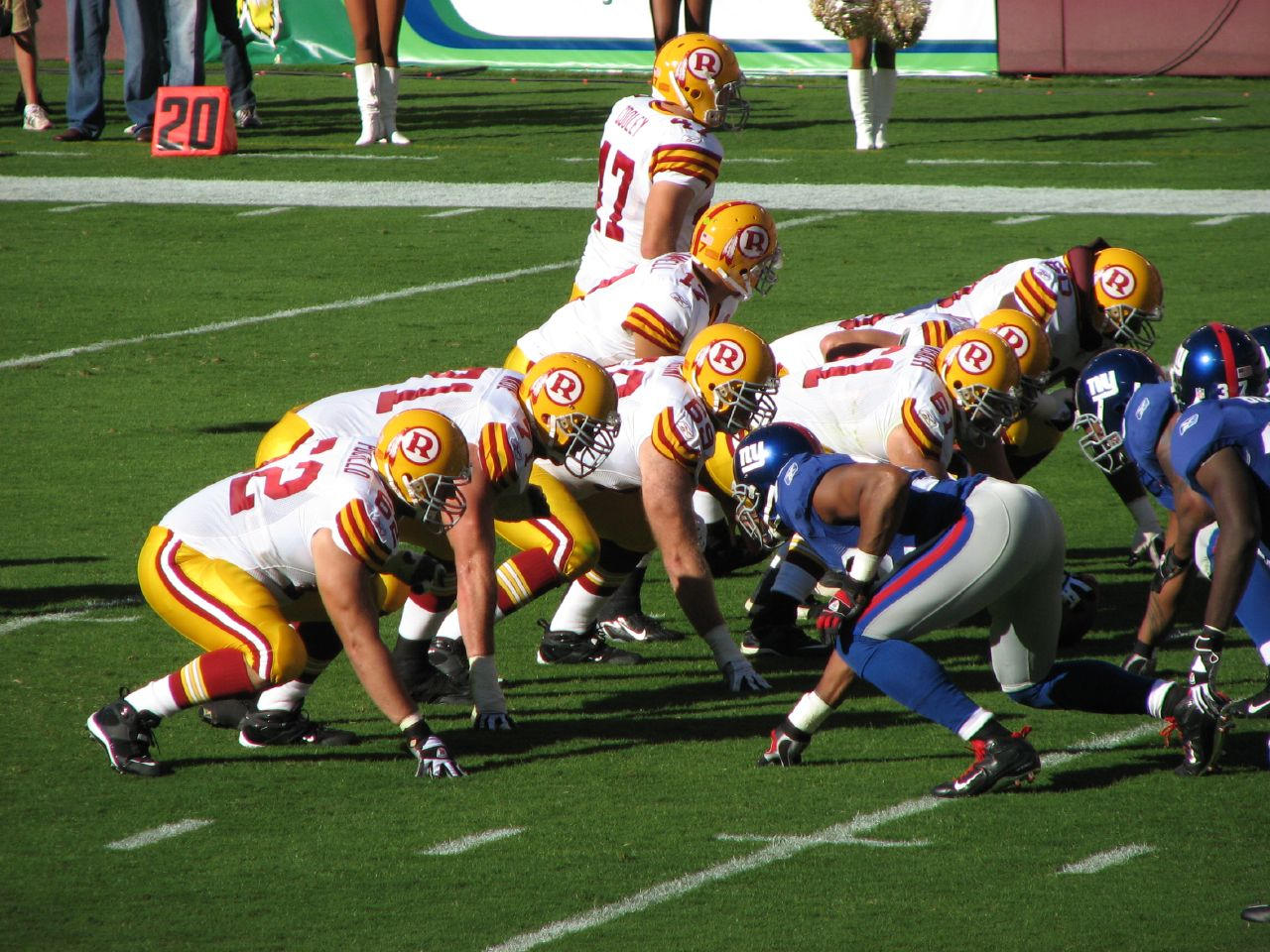
Washington Commanders (då Redskins) mot Giants i klassiskt rivalmöte.

Dallas Cowboys, Philadelphia Eagles och Washington Commanders är rivalerna i NFC East.
Lokalrivalerna New York Giants och New York Jets spelar inte i samma konferens, men det finns rivalitet mellan dem om att vara bäst i staden. De möts alltid i en träningsmatch innan säsongen och den tar båda lagen på allvar.

## Svenska spelare
- Björn Nittmo (sex matcher 1989)[1]